# Philipp Matthäus (Rechtswissenschaftler)

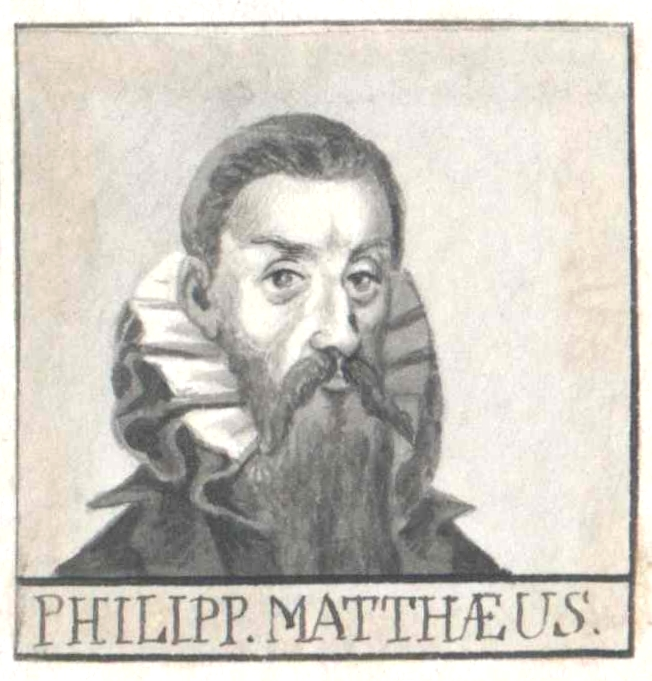
Philipp Matthaeus

Philipp Matthäus (* 24. August 1554 in Marburg; † 18. Juni 1603 ebenda) war ein deutscher Rechtswissenschaftler.

## Leben
Philipp Matthäus wurde als Sohn des Juristen Konrad Matthäus, der von 1519 bis 1580 lebte, sowie seiner Frau Ursula Wernher (Konrads zweite Frau) und als des ebenfalls als Jurist tätigen Anton Matthäus der Ältere, der 1564 geboren wurde und 1637 starb, am 24. August 1554 in Marburg geboren. Zwei zu erwähnende Neffen von Philipp, die ebenfalls Juristen wurden, waren Anton Matthäus der zweite und Johannes Matthäus.
Nachdem Philipp Schulen in seiner Heimatstadt besuchte, wurde er an der Universität Basel am 28. Februar 1581 zum Doktor beider Rechte promoviert. In diesem Jahr wurde er als Nachfolger seines kurz zuvor verstorbenen Vaters der Rhetorik Professor an der Universität Marburg, 1591 Professor der Institutiones Iustiniani. 1596 war er Rektor der Universität. Margarethe Salfeld, die aus Zwingenberg stammte, heiratete er am 21. April 1583. 1594 wurde ihm die Leitung des Pandektenkollegiums übergeben.
Schon längere Zeit litt Matthäus an Wassersucht, und er starb schließlich in Marburg am 18. Juni 1603 im Alter von 49 Jahren an dieser Krankheit.

## Werke
- Disputationes XX de electis juris materiis, publice in Auditorio Ictor. Marpurgi habitae (1601)
- Commentarius in extremum Pand. tit. qui est de div. regulis juris antiqui (Marburg 1595)